# Omar Yepes
Omar Yepes Álzate (Pijao, Quindio, 25 de julio de 1937) es un abogado y político colombiano. 
Fue senador de la República de Colombia por más de 30 años. Expresidente del Partido Conservador Colombiano, fue uno de los artífices de la coalición política “Yepobarquista” en el departamento de Caldas.

## Biografía
Es miembro del Partido Conservador, fue durante 25 años integrante de su Directorio Nacional, al que se vinculó el 1 de enero de 1964. Fue dos veces vicepresidente del Partido Conservador y en tres oportunidades asumió la presidencia de la organización política. Fue Senador de la República durante 34 años, representante a la Cámara, diputado a la Asamblea de Caldas y concejal de Manizales y Génova (Quindío). 
Fue fundador del movimiento Político conservador en el departamento de Caldas denominado "Yepismo", el cual ha tenido participación en el marco político departamental y representación en el Congreso de la República. Su actividad en el senado de la República la desarrolló básicamente en la comisión tercera donde fue ponente de múltiples proyectos de ley, entre los que se encuentran los presupuestos generales de la nación, los planes de desarrollo y las reformas tributarias y financieras de las últimas dos décadas.
En su última presidencia al frente del Directorio Nacional Conservador (2013-2014) llevó a su partido a convertirse en la tercera fuerza política del país, por encima de su rival histórico, el Partido Liberal.
Por su larga trayectoria en la vida pública de Colombia fue merecedor de las más altas distinciones y condecoraciones del Congreso de la República, la Asamblea Departamental de Caldas y Gobernación de Caldas, la Alcaldía de Manizales y del Partido Conservador.
En marzo de 2010, después de 30 años de servicio en el Congreso de Colombia, no volvió a aspirar al Senado de la República, pero fue elegido nuevamente presidente del Partido Conservador, cargo que desempeñó hasta el año 2022.

### Ámbito profesional
Yepes Alzate desempeñó los siguientes cargos:
| Cargo público                                                                       | Partido político       | Fecha Inicio            | Fecha Fin                |
| Juez segundo civil municipal de Manizales                                           | Rama judicial Caldas   | 12 de enero de 1963     | 18 de febrero de 1964    |
| Secretario de educación de Caldas                                                   | Gobernación de Caldas  | 23 de octubre de 1966   | 15 de agosto de 1968     |
| Director departamento jurídico y de relaciones industriales del Banco de Caldas     | Banco de Caldas        | 15 de noviembre de 1968 | 6 de octubre de 1972     |
| Subgerente Banco de Caldas                                                          | Banco de Caldas        | 15 de noviembre de 1968 | 31 de diciembre de 1970  |
| Miembro junta de hacienda, valorización y empresas públicas de Manizales            | Municipio de Manizales | 1 de enero de 1972      | 31 de diciembre de 1972  |
| Secretario hacienda municipio de Manizales                                          | Municipio de Manizales | 2 de enero de 1970      | 31 de diciembre de 1971  |
| Miembro junta directiva beneficencia de Manizales                                   | Municipio de Manizales | 1 de enero de 1980      | 31 de diciembre de 1980  |
| Miembro junta directiva Lotería de Manizales                                        | Municipio de Manizales | 1 de enero de 1981      | 31 de diciembre de 1981  |
| Miembro Junta directiva industria licorera de Caldas                                | Departamento de Caldas | 1 de enero de 1982      | 31 de diciembre de 1982  |
| Miembro Junta directiva de la central hidroeléctrica de Caldas                      | Departamento de Caldas | 1 de enero de 1983      | 31 de diciembre de 1983  |
| Delegado con rango de embajador plenipotenciario al Congreso de Países No Alineados | Gobierno Nacional      | 28 de mayo de 1983      | 10 de junio de 1983      |
| Delegado con rango de embajador plenipotenciario al Grupo de Consulta de París      | Gobierno Nacional      | 12 de agosto de 1975    | 10 de septiembre de 1975 |

### Congresista de Colombia
En las elecciones legislativas de Colombia de 1998, Yepes Alzate fue elegido senador de la república de Colombia con un total de 63.694 votos. Posteriormente en las elecciones legislativas de Colombia de 2002 y 2006, Yepes Alzate fue reelecto senador con un total de 95.936 y 44.178 votos respectivamente.
En las elecciones legislativas de Colombia de 1978, Yepes Alzate fue elegido miembro de la cámara de representantes de Colombia.

### Iniciativas
El legado legislativo de Omar Yepes Alzate se destacó por su participación en las siguientes iniciativas desde el congreso:
- Modificar los artículos 186, 235, 241 y 251 de la Constitución Nacional - Fuero parlamentario y doble instancia para los congresistas- (Archivado).
- Prohibir que las entidades territoriales deleguen, a cualquier título, la administración de los diferentes tributos a terceros.
- Instauración de la circunscripción territorial, otorgando cuando mínimo, una curul en el Senado a cada uno de los departamentos y al Distrito Capital (Archivado).
- Propuesta para que sea obligatorios el estudio de la Constitución, la bioética y la instrucción cívica.
- Establecer unas fajas mínimas de retiro obligatorio o áreas de exclusión para las carreteras del sistema vial nacional (Sancionado como ley).
- Modificar el artículo 339 de la Constitución Política de Colombia, agregando al contenido de los Planes Nacionales y territoriales de desarrollo, orientaciones y estrategias específicas de lucha contra la pobreza (Archivado).
- Propuesta de moción de censura en contra de los ministros por asuntos relacionados con funciones propias del cargo, o por desatención a los requerimientos y citaciones del Congreso de la república (Sancionado como ley).
- Reglamentar los mecanismos para la venta de licores al exterior y se protege las rentas obtenidas del ejercicio del monopolio de licores (Archivado).
- Modificar el artículo 52 de la ley 788 de 2002 en cuanto a la liquidación y recaudo del impuesto al consumo de licores, vinos, aperitivos.
- Declarar como patrimonio cultural de la nación a la feria de manizales, en el departamento de Caldas.

### Cargos públicos
Entre los cargos públicos ocupados por Omar Yepes Alzate, se encuentran:
| Cargo público                                                            | Partido político    | Fecha inicio                    | Fecha fin             |
| Vicepresidente Comisión Tercera del Senado                               | Partido Conservador | 20 de julio de 2004             | 19 de julio de 2005   |
| Miembro Comisió de Crédito Público del Senado                            | Partido Conservador | 20 de julio de 2002             | 19 de julio de 2004   |
| Presidente de la Comisió Tercera del Senado                              | Partido Conservador | 20 de julio de 1998             | 19 de julio de 1999   |
| Vicepresidente del Senado                                                | Partido Conservador | 20 de julio de 1991             | 19 de julio de 1992   |
| 2 veces Vicepresidente del Directorio Nacional Conservador               | Partido Conservador | 1 de febrero de 1990            | 1 de enero de 1991    |
| 3 veces Presidente del Directorio Nacional Conservador                   | Partido Conservador | 1982-1983, 1998-1999, 2019-2022 | 30 de junio de 2022   |
| Miembro de la Comisión de Crédito Público de la Cámara de Representantes | Partido Conservador | 21 de julio de 1975             | 19 de julio de 1976   |
| Vicepresidente de la Comisión Tercera de la Cámara                       | Partido Conservador | 20 de julio de 1975             | 19 de julio de 1976   |
| Representante a la Cámara                                                | Partido Conservador | 20 de julio de 1974             | 19 de julio de 1978   |
| Senador de la República                                                  | Partido Conservador | 20 de julio de 1978             | 19 de julio de 2010   |
| Concejal de Manizales                                                    | Partido Conservador | 1 de enero de 1972              | 1 de enero de 1974    |
| Presidente del Concejo de Manizales                                      | Partido Conservador | 1 de enero de 1973              | 1 de enero de 1974    |
| Diputado a la Asamblea de Caldas                                         | Partido Conservador | 1 de octubre de 1964            | 28 de febrero de 1966 |

### Controversias
En el año 2004, ante el Consejo de Estado se presentó una acción de pérdida de investidura en contra del entonces senador Yepes Alzate, a raíz de unas grabaciones de llamadas telefónicas realizadas desde y hacia la oficina del congresista en las cuales se tramitaban contratos para sus amigos y seguidores a cambio de votos.
A pesar de las múltiples pruebas presentadas, el Consejo de Estado encabezada en esa época por el Conservador Alejandro Ordóñez Maldonado, decidió que no había pruebas suficientes para proceder a la pérdida de investidura por el delito de tráfico de influencias. Por estos hechos, Josué Jaramillo fue condenado a 5 años de prisión.
- Su amigo Ferney Tapasco fue condenado por vínculos con la parapolítica.
- Culpa a la Constitución de 1991 por la corrupción del país.
- Ordenaba a sus seguidores no comprar el diario La Patria por ser fuerte crítico de su ideología.

## Familia
Omar es miembro de una familia tradicional de su región. Es hijo del dirigente conservador oriundo de Manizales, Floro Yepes.
Los Yepes Alzate también fueron padres de Jesús María, Floro Arturo, Jaime, Juan Carlos, Jorge Hernán, Melinda, Gloria Inés, Lucelia y Luz Estela Yepes Alzate, todos ellos vinculdos al sector público colombiano. Su hermano mayor es el político Floro Arturo Yepes Alzate, así como uno de sus hermanos más jóvenes, Arturo Yepes Alzate, todos militantes activos del Partido Conservador. 
Uno de los sobrinos de Omar es el músico de Manizales Sebastián Yepes, quien tuvo un éxito moderado en los primeros años del siglo XXI con su banda de pop rock Sanalejo.